# الدستور السويدي لعام 1809
دستور 1809 (بالسويدية: 1809 års regeringsform)؛ تم اعتمده من قبل الريكسداغ الطبقات والملك كارل الثالث عشر في 6 يونيو 1809، اعتبر دستور مملكة السويد منذ عام 1809 حتى أواخر عام 1974، جاء الدستور نتيجة لانقلاب 1809 الذي أُطيح بالملك غوستاف الرابع أدولف، يمثل صياغة هذا الدستور النقطة انتقل فيها السويد من الملكية المطلقة التي ميزت الحقبة الغوستافية (التي تأسست خلال انقلاب سابق عام 1772) إلى دولة مستقرة وملكية دستورية تلتزم بسيادة القانون والحريات المدنية الهامة.
في البداية قلص الدستور البعض من صلاحيات الملك ولكنه احتفظ بدور مهم في السياسة، ولكن مع مرور الوقت تم تقليص سلطات التاج بشكل أكبر من خلال التقليد مع تطور السويد نحو ديمقراطية الكاملة.
وأخيراً تم استبدال دستور 1809 بالكامل بدستور لعام 1974 التي كرست رسمياً نحو الديمقراطية وإرادة الشعب والمساواة، والذي يمارس سلطته من خلال البرلمان مؤلف من مجلس واحد، اعتبر الدستور حتى سنواته الأخيرة الثالث في العالم بعد سان مارينو والولايات المتحدة من ناحية أقدم دستور مكتوب ساري المفعول.

## التاريخ

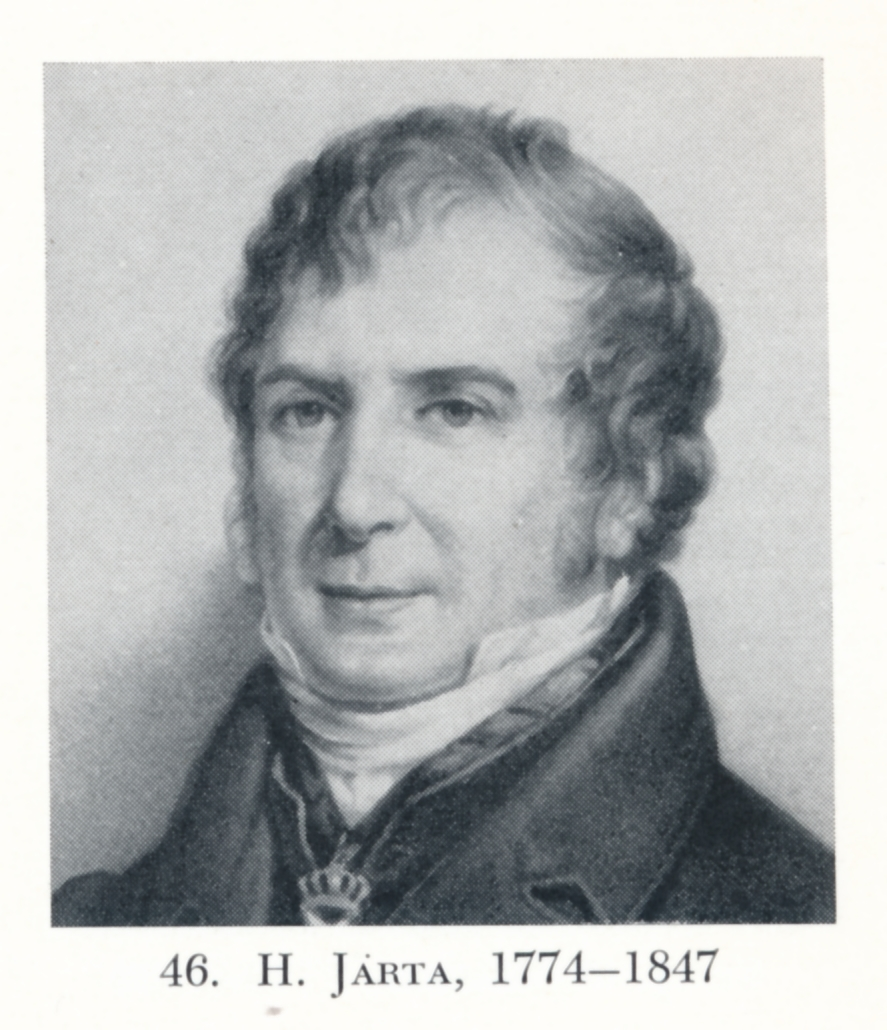
.هانس يارتا، مؤلف الرئيسي للدستور

منذ صياغة الدستور 1719 حظيت السويد بحكومة برلمانية لمدة نصف قرن في ظل سلطة ريكسداغ الطبقات وتهميش سلطة الملك التي أصبحت صورية هذه الفترة معروفة تاريخياً باسم عصر الحرية، انتهت هذه الحقبة مع انقلاب 1772 وهو انقلاب ذاتي قام به الملك غوستاف الثالث الذي حكم فيما بعد باعتباره طاغية مستنير بموجب أحكام دستور 1772 الذي صاغ من قبل أتباعه، وبعد وفاته خلفه نجله غوستاف الرابع أدولف لكنه أثبت أنه حاكم أقل تأثير، ولكن سلطته السياسية فقدت فعاليتها بعد هزيمة السويد في الحرب الفنلندية التي تعتبر جزء من الحروب النابليونية، والتي أدت في النهاية إلى التنازل عن فنلندا لصالح روسيا بموجب معاهدة فريدريكشامن.
أتاحت هذه الكارثة العسكرية فرصة لليبراليين الساخطين بدعم من عناصر من الجيش السويدي للقيام بانقلاب ضد الملك الذي لا يحظى بشعبية، بحيث تمكنوا من القبض عليه، وأجبره على التنازل عن العرش ثم إرساله نحو المنفى، وبذلك انتقل اللقب إلى عمه الدوق كارل الذي عُرف باسم كارل الثالث عشر، وعلى الفور وافق على التخلي عن الملكية المطلقة التي ميزت الحقبة السابقة، والقبول باستغناء عن دستور 1772 وصياغة الدستور جديد من قبل لجنة برئاسة هانس يارتا أحد زعماء الانقلاب، والذي تم اعتماده رسميًا من قبل الريكسداغ في 6 يونيو بحيث أصبح اليوم الوطني للسويد.
نظرًا لأن كارل الثالث عشر لم يكن لديه أطفال، كان من الضروري العثور على وريث لضمان خلافة العرش بعد وفاته، انتخب البرلمان في البداية أميرًا دنماركيًا وكان حاكم النرويج المجاورة كارل أوغست ولكنه توفي بعد ذلك بوقت قصير، لذلك أجروا انتخابات ثانية في عام 1810 واختاروا المارشال الفرنسي وأمير بونتيكورفو جان بابتيست برنادوت الذي تبناه كارل الثالث عشر واعترف به رسميًا كوريثًا واضحًا، من أجل منع أزمات الخلافة في المستقبل تم تقنين حقوق أحفاد آل برنادوت في اعتلاء العرش السويدي في تعديل للدستور بموجب قانون الخلافة في 1810.

## الوصف
نصت الديباجة على فصل السلطات بين السلطة التنفيذية (الملك) والسلطة التشريعية (الريكسداغ الطبقات)؛ يمتلك الملك والريكسداغ سلطة مشتركة على التشريع، في حين يكون للريكسداغ السلطة الوحيدة على الميزانية وإيرادات الدولة ونفقاتها بما في ذلك الأعباء العسكرية، في حين يتم تقليص سلطة الملك إلى حد ما مقارنة بالاستبداد المستنير خلال الحقبة السابقة، إلا أن الدستور أعطى للملك بأخذ دور أكثر فاعلية في السياسة مقارنة بدستور 1720 الذي كان ساري خلال فترة عهد الملوك أثناء حقبة الحرية.
في الأصل كان الوزراء مسؤولين سياسياً أمام الملك فقط وهو الذي يعينهم ويقيلهم، ومع ذلك يعتبروا مسؤولين قانونيًا أمام البرلمان والمحكمة الخاصة (ريكسراتن)؛ وفقًا لنظام أساسي خاص وأمام القانون بشكل عام إذا ارتكبوا جرائم قانونية.

## الإصلاحات اللاحقة
على الرغم من أن الدستور ظل سارية المفعول حتى أواخر عام 1974، إلا أنه تم إجراء عدد كبير من الإصلاحات المهمة طوال العقود، خلال هذه الأثناء وأدت إلى تحويل هياكل بشكل جذري في الحكومة السويدية.
بموجب الدستور احتفظ ريكسداغ الطبقات في البداية بالشكل المتعدد المجالس كما هو متعارف عليه منذ العصور الوسطى، الذي يضم ممثلين من الطبقات الأربع في المجتمع السويدي، وهي النبلاء ورجال الدين والبرجوازية والفلاحين، ومع ذلك في عام 1866 تم استبداله بهيئة تشريعية جديدة مكونة من مجلسين (غرفتين)؛ كما هو الريكسداغ الحديث حيث يتم انتخاب أعضاء "الغرفة الأولى" بشكل غير مباشر من قبل مجالس المقاطعات والمجالس البلديات في البلدات والمدن الكبرى، وفي حين أعضاء "الغرفة الثانية" يتم انتخابهم مباشرة من قبل أصحاب الأملاك الذكور.
وأيضا حدث تغيير مهم آخر في عام 1876 مع إنشاء مكتب رئيس وزراء السويد، مما يكس الممارسة في الديمقراطيات البرلمانية الأخرى على سبيل المثال المملكة المتحدة.

## الأزمات
أدى نمو سلطة ريكسداغ بشكل متزايد إلى أزمة مع التاج الملكي، بحيث ازداد الأمر سوءاً في 1907 عندما تم اختيار حكومة ليبرالية تمتعت بثقة الريكسداغ ولكنها لم تلقي استحسان الملك غوستاف الخامس، وفي عام 1914 ألقى الملك ما يسمى بخطاب الفناء الذي انتقد فيه علنًا الحكومة والتي استقالت احتجاجًا على ذلك، وعندها قام الملك بتعيين حكومة محافظة يمينية، تمكن الليبراليون من تحقيق نصرًا حاسمًا في عام 1917 على الرغم من أن الملك غوستاف حاول تعيين وزارة محافظة مرة أُخرى، إلا أنه لم يتمكن من الحصول على الدعم الكافي في الريكسداغ، لذلك أصبح من الواضح الآن أن الملك لم يعد بإمكانه اختيار حكومة من اختياره بالكامل كما هو منصوص في الدستور، وكذلك لا يمكنه الاحتفاظ بوزارة لا تحظى بشعبية ضد إرادة الريكسداغ، لهذا استسلم غوستاف وعين تحالفًا ديمقراطيًا ليبراليًا اجتماعيًا، والذي انتحل فعليًا معظم السلطات السياسية الممنوحة لملك.
أثبتت الأزمة بشكل قاطع أن الوزراء أصبحوا مسؤولين سياسيًا وقانونيًا أمام الريكسداغ بدلاً من التاج ومنذ ذلك الحين، وبينما لا يزالون الوزراء يعينون رسميًا من قبل الملك، إلا أن الاتفاقية تطلبت منهم ضمان حصولهم على دعم الأغلبية في الريكسداغ، وهو ما جاء مخالفاً بما ورد في بيان ديباجة عام 1809 بأن "الملك وحده هو الذي يحكم المملكة" الذي ظل دون تغيير، فقد كان من المفهوم أنه كان عليه أن يمارس سلطاته من خلال الوزراء ويتصرف بناءً على مشورتهم، ونتيجة لذلك قام الوزراء بمعظم العمل الفعلي للحكم، مما جعل السويد ملكية برلمانية بحكم الأمر الواقع.

## الإلغاء
في 1 يناير 1975 تم استبدال دستور 1809 بدستور جديد في 1974، والتي جُرد الملك من سلطته السياسية والتي أصبحت اسمية فعلياً، جاعلاً من السويد جمهورية ملكية بحكم الأمر الواقع.